# Paulo Francis
Paulo Francis, pseudônimo de Franz Paul Trannin da Matta Heilborn (Rio de Janeiro, 2 de setembro de 1930 – Nova Iorque, 4 de fevereiro de 1997), foi um jornalista, crítico de teatro, diretor e escritor brasileiro. Trabalhou em vários jornais, entre eles: Diário Carioca, Última Hora, Tribuna da Imprensa, O Pasquim, Opinião,  Folha de S.Paulo, O Estado de S. Paulo e O Globo.

## Crítico teatral e intelectual
Neto de um alemão luterano que comercializava café, Francis cursou o primário em um internato na Ilha de Paquetá e o secundário (atual colegial) no Colégio Santo Inácio, em Botafogo. Participou do Centro Popular de Cultura da UNE e foi ator amador no grupo de estudantes mantido por Paschoal Carlos Magno e, por sugestão do diretor, passou a assinar Paulo Francis.
Em 1952, recebeu o prêmio de autorrevelação pelo seu trabalho em A Mulher de Craig. No início dos anos 1950, frequentou a Faculdade Nacional de Filosofia. Em 1954 e 1955, fez um curso de literatura dramática na Universidade Columbia, em Nova Iorque, onde foi aluno do renomado crítico e autor teatral Eric Bentley.
Depois dos estudos, voltou ao Brasil como diretor teatral. Junto do Teatro Brasileiro de Comédia, dirigiu O Dilema de um Médico, de George Bernard Shaw; O Telescópio, de Jorge Andrade; Pedro Mico, de Antônio Callado, e Uma Mulher em Três Atos, de Millôr Fernandes.
Com sua experiência como diretor, notabilizou-se, em primeiro lugar, como crítico de teatro do Diário Carioca (1957-1963), quando intentou realizar uma crítica de teatro que, longe de simplesmente fazer a promoção pessoal das estrelas do momento, buscasse entender os textos teatrais do repertório clássico, para que as montagens fossem não apenas espetáculos, mas atos culturais. Nas suas próprias palavras, tratava-se de buscar, "em cena, um equivalente da unidade e totalidade de expressão que um texto, idealmente, nos dá em leitura […] a unidade e totalidade de expressões literárias". Seu papel como crítico, à época, foi extremamente importante.
Após o golpe de Estado no Brasil em 1964 e durante toda a ditadura militar no Brasil (1964–1985), Francis trabalharia sobretudo no semanário O Pasquim. Paralelamente, na Tribuna da Imprensa de Hélio Fernandes, de 1969 a 1976 refinou seu estilo num sentido mais coloquial, tendo sido uma parte importante da resistência cultural, comentando sobre assuntos internacionais e divulgando ideias de como simpatizante trotskista.[carece de fontes?]
Em 1968, passou a editar também a Diners, revista oferecida gratuitamente aos portadores do cartão de crédito e que lançou jornalistas como Ruy Castro. Em dezembro daquele ano, logo após a decretação do AI-5, Paulo Francis foi preso ao desembarcar no aeroporto do Rio de Janeiro. Deixou a prisão em janeiro de 1969. Sem emprego, o jornalista viajou pela Europa fazendo matérias como freelancer. Nessa época, entrevistou o filósofo Bertrand Russell na Inglaterra.
Em 1971, foi viver definitivamente em Nova Iorque, subsidiado por uma bolsa da Fundação Ford conseguida por intermédio de Fernando Gasparian. Lá passou a escrever artigos para diversas revistas. Em 1975, casou-se com a jornalista Sônia Nolasco e passou a ser correspondente da Folha de S.Paulo.

### O polemista
Francis foi também centro de diversas polêmicas e desavenças. Dizia que a ferocidade que seria a marca registrada de seus textos nasceu na infância. "Aos 7 anos fui arrancado dos braços da minha mãe e atirado às feras de um internato na ilha de Paquetá. Atribuo todo meu sarcasmo e agressividade a essa brutal separação", contou ao jornalista José Castello.
Ficou famoso o ataque – que ele mesmo classificaria mais tarde de "mesquinho, deliberadamente cruel" – à atriz Tônia Carrero – que, por havê-lo acusado de "sofrer do fígado" e ser "sexy" – na gíria da época, homossexual – foi por ele acusada de haver-se prostituído e de mercadejar fotos de si mesma despida. Foi por isso agredido fisicamente duas vezes – pelo então marido da atriz, Adolfo Celi, e pelo colega de Tônia no Teatro Brasileiro de Comédia, Paulo Autran.
Em 1963, Francis foi convidado por Samuel Wainer a assumir uma coluna política na Última Hora. Como comentarista, apoiou o esquerdismo trabalhista de Leonel Brizola, a ponto de anunciar publicamente que ter-se-ia incorporado a um dos "grupos de onze" de luta armada antigolpista, que Brizola organizava na época. Levou a tal ponto este radicalismo que chegou a ser demitido por Wainer, que no entanto recontratou-o, paradoxalmente, após protestos de um grupo de membros da burguesia carioca que tinham em Francis uma espécie de "guru" (como disse Wainer em suas memórias: "vou te recontratar, Francis, porque faço tudo o que meu banqueiro mandar").[carece de fontes?]
Tomou posição contra a intervenção americana no Vietnã e contra a ocupação israelense de territórios disputados na Palestina que afrontaram o consenso pró-americano e israelense da grande imprensa brasileira da época. A presença norte-americana no Vietnã era, por si só, um massacre, diria Francis, que dedicou várias páginas de revistas sobre o tema.
Em 1983, a sexualidade de Francis foi, mais uma vez, alvo de ataques e de insinuações. Francis criticou a entrevista que Caetano Veloso fizera com Mick Jagger, alegando que o roqueiro inglês zombou do entrevistador. Caetano respondeu, dizendo que Francis era uma “bicha amarga” e uma “boneca travada”.
Francis afirmou que o Brasil é impermeável à grandeza. Por isso rejeitou-se Maurício de Nassau, Domingos Fernandes Calabar e Duguay-Trouin. No Brasil simplesmente não se tem conhecimento do empirismo. Os brasileiros pensam de acordo com a Escolástica. Ou seja, se pensa com valores prefixados e imutáveis. Francis assegurou de que se fossem liberadas as forças produtivas, como diziam os marxistas, a miséria desapareceria ou ficaria em níveis toleráveis numa geração.
No início dos anos 1990, Francis argumentou que "os efeitos sobre a educação universitária americana têm sido tétricos. A Universidade Stanford aboliu, ou tornou optativo, o curso da civilização ocidental, porque seria uma questão de machos, brancos e mortos (dead white males). Nada antes de 1900 tem a menor importância, reza a cartilha dos politicamente corretos. Gerações ignorantes da glória da cultura ocidental, de Homero, Virgílio, Dante Alighieri, Shakespeare, Voltaire, Molière,Jean Racine, Leonardo da Vinci, Michelangelo, Benvenuto Cellini, se formaram nesses vinte anos sem conhecimento dessa gente".
Nos anos 1990, Francis afirmou que Huckleberry Finn, o romance clássico supremo da literatura norte-americana, foi praticamente banido do currículo universitário dos Estados Unidos. O motivo é simples, Jim, o negro, escravo, amigo do Huck, com quem foge pelo Rio Mississipi, é referido o tempo todo, com a maior naturalidade, como nigger, uma forma derrogatória de dizer negro, em inglês, mas que no sul dos EUA daquele tempo era rotina.
Outro livro banido é Moby Dick, de Herman Melville, que é uma das experiências extraordinárias em literatura. Sabem quais são as demonstrações politicamente incorretas de Moby Dick? No navio baleeiro, o Pequod, só há homens, nenhuma mulher que arpoasse as baleias. E Moby Dick narra uma caça de baleias, caçá-las é um crime contra o meio ambiente. Ser a favor do meio ambiente é politicamente correto.

## Incursões na literatura
No final da década de 1970 Paulo Francis lançou-se como romancista, tentando fazer uma crítica geral da sociedade brasileira através dos seus romances Cabeça de Papel (1977) e Cabeça de Negro (1979). Para essa crítica por meio da literatura, Francis aproveitou suas experiências pessoais dentro da elite cultural e social do Brasil e principalmente do Rio de Janeiro.[carece de fontes?]
Os dois romances são uma tentativa de retratar os meios jornalísticos e da boemia carioca dos anos 1960 e 1970, através do uso de um alter ego, que atua como narrador em primeira pessoa, num estilo subjetivo, à maneira já consagrada na ficção moderna por James Joyce e Marcel Proust; por outro lado, esta representação subjetiva, própria da literatura de elite, busca uma concessão ao interesse do leitor médio, ajustando-se (no entender de muitos, como o amigo de Francis, o cartunista Ziraldo) mal a um enredo de thriller de espionagem sofisticado, à maneira de Graham Greene e John Le Carré.[carece de fontes?]
Francis engajou-se na literatura de ficção com sua costumeira autossuficiência. Declarou, em entrevista ao Jornal do Brasil, que no Brasil só se fariam dois tipos de literatura: o registro de sensações e as reflexões existenciais de uma mulher intelectualizada (e.g. Clarice Lispector) ou as desventuras do povo oprimido pela elite (e.g. o regionalismo de Jorge Amado), e que a ele caberia a tarefa de produzir uma literatura romanesca centrada não nos oprimidos de classe ou gênero, mas nas elites.[carece de fontes?]
Mas Francis, paradoxalmente, não reconhecia a existência de toda uma vertente conservadora na literatura brasileira moderna que havia adotado exatamente este ponto de vista, tal como os romances de Otávio de Faria e Lúcio Cardoso, muito embora certamente conhecesse e respeitasse estes autores (além destes, o pernambucano Hermilo Borba Filho estava na época tentando realizar um projeto literário semelhante).[carece de fontes?]
Os romances de Francis, apesar de conterem os recursos estilísticos habituais (frases telegráficas, coloquialismo, uso de estrangeirismos) que haviam feito a celebridade de Francis como jornalista, não foram apreciados pela crítica literária – a esta altura já concentrada nas universidades – que censuraram-lhe o caráter indeciso de sua ficção entre a literatura de elite e a popular, a ligeireza da discussão de ideias e o recurso frequente ao puramente escandaloso ("retórica da esculhambação"), o grosseiro e o sexual. Seus críticos reconheceram, no entanto que o uso de tais recursos poderia explicar-se, seja pela influência de autores como Nelson Rodrigues e Henry Miller, seja pelo desejo, próprio de todo o modernismo brasileiro, de contrapor-se à retórica pomposa e vazia do senso comum dominante.[carece de fontes?]
Estes romances, apesar de interpretados como fracassos pelo autor, tiveram relativo sucesso de público, tendo sido reimpressos várias vezes durante a década de 1970, muito em função do prestígio de Paulo Francis. O escritor se consolava por seus livros terem sido ao menos discutidos como coisa séria por alguns críticos sérios. José Guilherme Merquior e Wilson Martins teceram pesadas críticas às obras.[carece de fontes?]
O editor Ênio Silveira, que havia publicado Cabeça de Papel, organizou um número especial de sua Revista Civilização Brasileira para que a obra de Francis fosse debatida por dois professores universitários, abrindo espaço para que Francis replicasse a cada um individualmente – o que ele fez da costumeira forma ácida, chegando a dizer a um dos críticos que, para que ele chegasse a conhecer o que era realmente a "boa sociedade", garantiria pessoalmente sua entrada no então templo da boemia carioca, o restaurante Antonio's.[carece de fontes?]
Seja como for, Francis admitiria logo depois, em seu livro de memórias, O Afeto que se encerra (1980), que contava que o sucesso como escritor lhe garantisse recursos materiais suficientes para abandonar o jornalismo diário, mas vergou-se ao fracasso comercial dos livros, incluindo as duas novelas reunidas no volume Filhas do Segundo Sexo, de 1982, em que havia feito uma tentativa de tematizar a emancipação da mulher de classe média no Brasil da época, através de uma ficção sem muitos recursos formais, semelhante à do cronista José Carlos Oliveira, muito popular na época.[carece de fontes?]

## Pós-ditadura: mudança ideológica
Para marcar a virada de Francis, a melhor referência é o economista Roberto Campos, seu alvo por dez anos, não faltando sequer insultos. Até que, em fevereiro de 1985, tudo mudou, na coluna “O guerreiro Roberto Campos”. Dizendo que o economista “melhorara horrores, em pessoa”, ele se desculpou: “Escrevi coisas brutais sobre Campos. São erradas. Retiro-as”. E acrescentou: “Cheguei à conclusão de que capitalismo num país rico é opcional. Num país pobre, no tipo de economia inter-relacionada de hoje, a suposta saída que se propõe no Brasil de o Estado assumir e administrar leva à perpetuação do atraso”.
Francis era ainda um ferrenho crítico do que chamava de marxismo cultural bem como do gramscismo. Francis achava estupidificante as comparações com o que chamava de “a turma do samba-e-pandeiro” com Wolfgang Amadeus Mozart. Definia a motivação da esquerda como uma “masturbação ideológica” do populismo para lisonjear as massas, elevando-a à posição de prestígio da chamada alta cultura. Chamava essa nova elite cultural de adeptos ao “comunismo fantasia”, dizendo que para a esquerda brasileira, tudo é sempre relativo.
Francis, como trotskista, não havia sido jamais um admirador do regime político então vigente na União Soviética e nos seus satélites do Leste Europeu, e a queda do Muro de Berlim não o afetava diretamente em suas ideias políticas (Trótski havia previsto a queda do stalinismo em seu A Revolução Traída). No entanto, no mundo da década de 1960 e no Brasil da ditadura militar, uma postura esquerdista puramente literária e verbal – do tipo que o jornalista americano Tom Wolfe apelidaria radical chic – era muito bem-vista em meios literários e jornalísticos.[carece de fontes?]
O fim do regime militar, em 1985, colocou Paulo Francis numa situação similar a outros membros da elite intelectual brasileira que haviam militado na "resistência" à ditadura: se o fim do regime ditatorial atendia às suas aspirações políticas e intelectuais, ao mesmo tempo sentiam-se dominados por um desencanto com o um crescente plebeísmo dos costumes políticos brasileiros, combinado a uma consciência cada vez mais clara da incompetência e a corrupção dos governantes na Nova República. Tal desencanto tomaria a forma de rejeição especialmente com o PT (Partido dos Trabalhadores).

### Relação de Francis com os partidos e políticos brasileiros
Essa rejeição suscitaria um de seus artigos atacando o PT que teve grande repercussão e provocou, entre várias reações, uma resposta de Caio Túlio Costa, então ombudsman da Folha de S.Paulo. A tréplica gerou grande polêmica, sendo a possível causa de sua mudança da Folha de S.Paulo para o jornal O Estado de S. Paulo.
Francis foi grande opositor do governo José Sarney e crítico da imprensa brasileira, que para ele tratava Sarney com excessivo e imerecido respeito. Para ele, Sarney era um "símbolo da jequice" brasileira, filha da esperteza dos que mandam e da ignorância dos que obedecem".
Na eleição presidencial de 1994 Francis apoiou a candidatura de Fernando Henrique Cardoso, que tinha como seu amigo pessoal, embora com o tempo tenha passado a repudiá-lo, dizendo não ver nele “uma pessoa séria”.
Leonel Brizola era seu ídolo. Apesar de renegar a esquerda brasileira, manteve sua admiração por Brizola. "Eu acredito na grandeza das amizades", disse sobre o político.
Francis afirmou que o único político não jeca, brilhante mesmo, do tempo dele, era Carlos Lacerda.

## Trabalhos na televisão
Na televisão, Francis inventou um personagem, misto do panfletarismo erudito-ligeiro dos anos 1950 com o deboche de O Pasquim dos anos 1970 e o marketing da mídia dos anos 1980. Celebrizou-se pelas suas aparições histriônicas no ar, onde exagerava na voz arrastada e grave, sua marca registrada, que lhe rendeu inumeráveis imitações.
Em 1981, tornou-se comentarista televisivo das Organizações Globo – uma virada emblemática para quem havia acusado Roberto Marinho em 1971 de ter provocado o seu banimento do país durante uma de suas prisões, em um artigo d’O Pasquim, intitulado "Um homem chamado porcaria", no qual dizia ser “caso de polícia que [seu poder] continue e em expansão”. Estreou em 1981, como comentarista de política internacional. No mesmo ano, também foi o comentarista do Jornal da Globo, falando sobre política e atualidades. De Nova Iorque, Francis também entrava no Jornal Nacional, emitindo opiniões sobre política internacional e cultura. Em 1995, dividiu com Joelmir Beting e Arnaldo Jabor uma coluna de opinião.
A partir de 1993, ao lado de Lucas Mendes, Caio Blinder e Nelson Motta, Francis fez parte do programa Manhattan Connection, então transmitido pelo canal pago GNT. A partir de junho de 1996, passou a trabalhar na Globo News entrevistando personalidades internacionais como o economista John Kenneth Galbraith.

## Processo do presidente da Petrobras e morte

### O processo de Joel Rennó
Em outubro de 1996, durante o programa Manhattan Connection, Francis propôs a privatização da Petrobras, então presidida por Joel Rennó, e acusou os diretores da estatal de possuírem US$ 50 milhões em contas na Suíça – acusação pela qual foi processado na justiça norte-americana, sob alegação da Petrobras de que o programa seria transmitido nos Estados Unidos para assinantes brasileiros de TV por assinatura.
Amigos fizeram o possível para livrar o jornalista da guerra judicial. Chegaram a apelar ao então presidente Fernando Henrique Cardoso, que tentou, em vão, convencer os diretores da Petrobras a desistir da ação.
Na época, o comentarista da Globo estaria abalado emocionalmente por ser réu do processo judicial cuja indenização exigida era de 110 milhões de dólares. Segundo seu amigo pessoal, o escritor Elio Gaspari, o processo ocupou um espaço surpreendente na alma de Francis. Tomou o lugar não apenas do sono, mas também dos seus prazeres da música e da leitura. Diogo Mainardi, pupilo de Francis, foi mais enfático: sugeriu que a pressão psicológica do processo pode ter contribuído para o futuro infarto fulminante do jornalista.

### Morte
Lucas Mendes, que dividia bancada com ele na TV, foi um dos primeiros a chegar a seu apartamento e encontrá-lo morto. Francis acabou por morrer de um ataque cardíaco, diagnosticado, em seus primeiros sintomas, como uma simples bursite. Era casado com a jornalista e escritora Sonia Nolasco, com quem viveu por mais de vinte anos. Seu corpo embalsamado foi trasladado de Nova Iorque para o Rio de Janeiro e enterrado no jazigo familiar do Cemitério de São João Batista.
Segundo seu companheiro Lucas Mendes, os diretores da Petrobras ainda foram atrás do espólio e da viúva Sonia Nolasco, mas, em parte, por intervenção do então presidente Fernando Henrique Cardoso e do advogado de Francis, desistiram do processo.

## Críticas e controvérsias
Em seu livro de 1996, Vida e Obra do Plagiário Paulo Francis, o escritor e jornalista Fernando Jorge expõe diversos xingamentos, ofensas, plágios e erros de português nos textos e livros escritos por Francis ao longo de sua carreira.

### Manifestações de racismo e xenofobia
Francis foi acusado diversas vezes de xenofobia, especialmente contra nordestinos. Jorge atribui esse preconceito ao fracasso de Francis como ator nessa região. Entre as declarações que mais geraram revolta inclui-se a seguinte:
É pouco provável que um filho do Nordeste, região mais pobre do Brasil, vergonha nacional, saiba alguma coisa, pois vive no século 16. Os nordestinos vivos migraram para outras partes do País. Faz oito anos e meio estamos sob o comando de jecas dessa região desgraçada. Basta.— Paulo Francis, O Estado de S. Paulo, 8 de outubro de 1992
Dois dias depois, o mesmo jornal publicou a notícia intitulada "Pernambucanos fazem protestos contra artigo de colunista", que expunha a indignação dos pernambucanos e as notas de repúdio da Associação de Imprensa de Pernambuco, da OAB-PE e do Sindicato dos Jornalistas de Pernambuco. Ivaldo Sampaio, editor-geral do Jornal do Commercio de Recife, jornal que veiculou a coluna e que em seguida cancelou o contrato com a Agência Estado devido a ela, afirmou que não era a primeira vez que Francis havia atacado o Nordeste e os nordestinos e que o via como um "jornalista em declínio", "um copiador de textos alheios", "só capaz de ler orelhas de livros". Houve reações oriundas também de outros Estados da região.
Após tomar conhecimento do repúdio, Francis comentou, de maneira cínica:
Adoro Recife. É minha cidade nordestina favorita... adianta negar o atraso horrível da região?... espero em breve rever meus amigos pernambucanos e a deliciosa Recife.— Paulo Francis
No dia 11 de outubro, mais reações foram publicadas pelo próprio Estadão em notícia intitulada "Jornal baiano cancela artigos de Paulo Francis", anunciando que o jornal A Tarde, de Salvador, cancelara o contrato com a Agência Estado para a publicação da coluna "Diário da Corte", que pertencia a Francis. A notícia afirmou também que o prefeito de Salvador, Fernando José Rocha, estudava a possibilidade de processar o autor dos comentários preconceituosos.

### Críticas do autor à imprensa e ao Brasil
No livro, Fernando Jorge dirige suas críticas também aos veículos de comunicação para os quais Francis trabalhou. Critica também a situação da cultura no Brasil.
Mas o que vem acontecendo com a grande imprensa brasileira? Ela mergulhou numa fase de decadência cultural? Os diretores e chefes de redação não sabem mais distinguir, nos dias atuais, a cultura da ignorância? [..] Se isto ocorresse na Europa e nos Estados Unidos, seria inacreditável, porém estamos no Brasil, o país que no conceito de Lúcio Cardoso [poeta mineiro], registrado no seu Diário Completo, é "um prodigioso produto do caos, uma rosa parda de insolvência e de confusão".— p. 349
A cultura do senhor Francis é uma cultura onomástica. Há anos e anos, para impressionar, ele não pára de citar os nomes de diversos escritores americanos[...] pois o brasileiro acha que se uma pessoa vomitar nomes de gringos, sobretudo de intelectuais americanos, ela fornecerá uma prova irrefutável de possuir grande cultura.— p. 354
Ao se referir ao contraste entre Francis e seus colegas, que o autor julga serem de qualidade, afirma:
[...] o Brasil é o único país do mundo onde o leitor vê em alguns órgãos da grande imprensa, no Estadão e em O Globo, por exemplo, a capacidade ao lado da incapacidade. A capacidade do César Giobbi, do Zózimo, do Walter Fontoura, da Tânia Alves, do Aluízio Maranhão, do Oliveiros S. Ferreira, do José Nêumanne, da Ana Maria Tahan, convivendo com a incapacidade ridícula, lampeira e empavonada do Paulo Francis. É algo como ajuntar o horrível grasnido de um urubu ao inebriante dó de peito de um magnífico tenor.— p. 391

## Livros
- Opinião Pessoal (Cultura e Política) (artigos, 1966)
- Certezas da Dúvida (artigos, 1970)
- Nixon × McGovern – As Duas Américas (artigos, 1972)
- Heilborn, Franz Paul ‘Paulo Francis’ Trannin da Mata (1976), Nu e Cru (artigos).
- ——— (1977), Cabeça de Papel (romance).
- ——— (1978), Uma Coletânea de Seus Melhores Textos Já Publicados (artigos).
- ——— (1979), Cabeça de Negro (romance).
- ——— (1980), O Afeto Que Se Encerra (memórias).
- ——— (1982), Filhas do Segundo Sexo (novelas).
- ——— (1985), O Brasil no Mundo (ensaio).
- ——— (1994), Trinta Anos Esta Noite – 1964: O Que Vi e Vivi (ensaio).
- ——— (1996), Waaal – O Dicionário da Corte de Paulo Francis (artigos).
- ——— (2008), Carne Viva (romance).